# 辰口町
辰口町（たつのくちまち）は、石川県の南に位置し、辰口温泉といしかわ動物園の所在地として知られる、能美郡に属する町であった。
2005年2月1日に能美郡の根上町、寺井町と合併して能美市となった。

## 地理

### 自然地理
- 河川
  - 手取川

### 隣接していた自治体
- 石川県
  - 能美郡 ： 寺井町、川北町
  - 石川郡 ： 鶴来町、鳥越村
  - 小松市

## 歴史

### 沿革
- 1956年9月30日 能美郡山上村、国府村の区域の一部及び久常村の区域の一部が合併して、能美郡辰口町が発足する。
- 2005年1月10日 能美市への合併に向け、閉町式が行われた

## 行政

### 町長
| 代 | 人 | 氏名       | 就任                       | 退任                       | 備考  |
| -- | -- | ---------- | -------------------------- | -------------------------- | ----- |
|    |    | 山田与一郎 | 1956年（昭和31年）9月30日  | 1956年（昭和31年）11月10日 | [ 1 ] |
| 1  | 1  | 本由雄     | 1956年（昭和31年）11月11日 | 1960年（昭和35年）11月10日 |       |
| 2  | 1  | 本由雄     | 1960年（昭和35年）11月11日 | 1964年（昭和39年）11月10日 |       |
| 3  | 2  | 松崎従成   | 1964年（昭和39年）11月11日 | 1968年（昭和43年）11月10日 |       |
| 4  | 2  | 松崎従成   | 1968年（昭和43年）11月11日 | 1972年（昭和47年）11月10日 |       |
| 5  | 2  | 松崎従成   | 1972年（昭和47年）11月11日 | 1976年（昭和51年）11月10日 |       |
| 6  | 2  | 松崎従成   | 1976年（昭和51年）11月11日 | 1980年（昭和55年）11月10日 |       |
| 7  | 2  | 松崎従成   | 1980年（昭和55年）11月11日 | 1984年（昭和59年）11月10日 |       |
| 8  | 2  | 松崎従成   | 1984年（昭和59年）11月11日 | 1988年（昭和63年）3月8日   | [ 2 ] |
| 9  | 3  | 近藤俊明   | 1988年（昭和63年）5月1日   | 1992年（平成4年）4月30日   |       |
| 10 | 3  | 近藤俊明   | 1992年（平成4年）5月1日    | 1996年（平成8年）4月30日   |       |
| 11 | 3  | 近藤俊明   | 1996年（平成8年）5月1日    | 2000年（平成12年）4月30日  |       |
| 12 | 4  | 宮本長興   | 2000年（平成12年）5月1日   | 2004年（平成16年）4月30日  |       |
| 13 | 4  | 宮本長興   | 2004年（平成16年）5月1日   | 2005年（平成17年）1月31日  |       |

- 町長 - 宮本 長興（みやもと・ながおき）

## 経済

### 工業
手取川の豊富な伏流水を利用する電子部品・繊維関連の企業が立地している。

#### 主な事業所
- 加賀東芝エレクトロニクス - 半導体製造など
- 東レ石川工場

## 地域

### 公共機関

#### 警察
石川県警察寺井警察署が管轄する。
- 宮竹駐在所
- 辰口交番

#### 消防
能美郡広域事務組合消防本部が管轄する。
- 辰口分署

#### 医療
- 辰口芳珠記念病院

#### 上水道
全域を辰口町が供給する。水源は手取川の伏流水。
- 辰口町上水道
- 辰口町簡易水道

なお、町内に県営水道の辰口調整池があるが供給は行っていない。

#### 下水道
石川県下水道公社の加賀沿岸流域下水道に接続している。
- 加賀沿岸流域下水道 （根上町の翠ヶ丘浄化センターで処理）

#### ゴミ処理
能美郡広域事務組合が処理を行っている。
- 能美郡美化センター
- 能美郡美化センター埋立処分地

#### 電話
金沢市の西日本電信電話（NTT西日本）金沢支店が管轄する。
市外局番は町内全域が0761である。

#### 郵便
町内の集配は以下の局が行う。
- 辰口郵便局 - 〒923

これ以外に4局の郵便局がある。

#### 税務
小松市の金沢国税局小松税務署が管轄する。

### 学校教育

#### 大学
- 国立大学（1校）
  - 北陸先端科学技術大学院大学

#### 中学校
- 辰口町立（1校）
  - 辰口中学校

#### 小学校
- 辰口町立（3校）
  - 中央小学校
  - 和気小学校
  - 宮竹小学校

### 社会教育

#### 図書館
- 辰口町立図書館

#### 博物館・美術館等
- 辰口町立博物館

#### ホール・その他の文化施設
- 辰口町総合福祉会館
- 石川ハイテク交流センター

##### コミュニティセンター
- 中央コミュニティセンター
- 中部コミュニティセンター
- 東部コミュニティセンター
- 西部コミュニティセンター
- 南部コミュニティセンター
- 緑が丘コミュニティセンター

#### 体育施設
- 辰口運動公園
  - 物見山陸上競技場
  - 物見山野球場
  - 物見山テニスコート
- 辰口町総合体育館
- 辰口町民プール

## 交通

### 鉄道
現在、町内に鉄道は通っていないが、かつては北陸鉄道能美線が町内を走っていた。

廃線跡はヘルスロードとして整備され、道沿いには桜並木が続いている。

### 道路
- 一般国道
  - 国道157号鶴来バイパス
- 県道
  - 主要地方道
    - 石川県道4号小松鶴来線
    - 石川県道22号金沢小松線 （加賀産業開発道路）
    - 石川県道54号寺畠小松線
    - 石川県道55号小松辰口線

  - 一般県道
    - 石川県道172号徳久粟生線
    - 石川県道173号和気寺井線
    - 石川県道297号鍋谷寺畠線

#### 道の駅
- しらやまさん

### バス
- 加賀白山バス（北陸鉄道グループ）
- 小松バス

#### コミュニティバス
- 辰ちゃんBUS （町営）

## 観光

### 祭り・イベント
- 辰口まつり （8月）

### 名所・旧跡
- いしかわ動物園 - 1999年金沢市から移転
- 辰口放牧場

### 保養・休憩施設
- 辰口丘陵公園
- 和気あいあいの里キャンプ場
- 手取川水辺プラザ

#### 温泉
- 辰口温泉 - 旅館が2軒。泉鏡花が逗留し、小説『海の鳴る時』などに登場する

#### ゴルフ場
- 白山カントリー倶楽部 松風コース
- 白山カントリー倶楽部 泉水コース

## 辰口町出身者
- 宮本周司 - 参議院議員（自由民主党所属）
- 西田直樹 - 元財務省北陸財務局長、元金融庁総務企画局審議官
- 鈴木雄介 - 陸上競技選手（富士通所属）
- 安土真弓 - ホルン奏者（名古屋フィルハーモニー交響楽団所属）